# Rugby Europe Championship 2019
Rugby Europe Championship – pierwszy poziom rozgrywek w ramach trzeciej edycji Rugby Europe International Championships. Do rywalizacji na tym szczeblu przystąpiło tych samych sześć zespołów co rok wcześniej, jako że w barażu z Portugalią miejsce w wyższej dywizji utrzymała Rumunia.
Tytuł mistrza Europy wywalczyła reprezentacja Gruzji, która zdobyła 24 na 25 możliwych punktów. Ostatnie miejsce z zaledwie jednym oczkiem zajęła reprezentacja Niemiec.

## Tabela
|   | Drużyna   | Mecze | Wygrane | Remisy | Przegrane | Bilans punktów | Różnica | Punkty dodatkowe | Punkty |
| - | --------- | ----- | ------- | ------ | --------- | -------------- | ------- | ---------------- | ------ |
| 1 | Gruzja    | 5     | 5       | 0      | 0         | 162:34         | +128    | 4                | 24     |
| 2 | Hiszpania | 5     | 4       | 0      | 1         | 127:75         | +52     | 2                | 18     |
| 3 | Rumunia   | 5     | 3       | 0      | 2         | 130:86         | +44     | 3                | 15     |
| 4 | Rosja     | 5     | 2       | 0      | 3         | 130:85         | +45     | 0                | 11     |
| 5 | Belgia    | 5     | 1       | 0      | 4         | 68:222         | −154    | 0                | 4      |
| 6 | Niemcy    | 5     | 0       | 0      | 5         | 63:178         | −115    | 1                | 1      |

## Spotkania
| 9 lutego 201914:00 EET (UTC+2) | Rumunia       | 9:18(6:3) | Gruzja                                                   | Cluj Arena, Kluż-Napoka Widzów: 1500 Sędzia: Sean Gallagher |
| 9 lutego 201914:00 EET (UTC+2) | Vlaicu 9 (3K) | 9:18(6:3) | Abżandadze 6 (2K), Gorgadze 5 (P), karne przyłożenie – 7 | Cluj Arena, Kluż-Napoka Widzów: 1500 Sędzia: Sean Gallagher |
| 9 lutego 201914:00 EET (UTC+2) | Calafeteanu   | 9:18(6:3) |                                                          | Cluj Arena, Kluż-Napoka Widzów: 1500 Sędzia: Sean Gallagher |

| 9 lutego 201915:00 CET (UTC+1) | Belgia                                                           | 29:22(12:7) | Niemcy                                           | Stadion Króla Baudouina I (A2), Bruksela Widzów: 4000 Sędzia: Szota Tewzadze |
| 9 lutego 201915:00 CET (UTC+1) | Benoy 5 (P), Dienst 5 (P), Jadot 5 (P), 2 karne przyłożenia – 14 | 29:22(12:7) | Otto 10 (2P), Parkinson 7 (2pd K), Füchsel 5 (P) | Stadion Króla Baudouina I (A2), Bruksela Widzów: 4000 Sędzia: Szota Tewzadze |
| 9 lutego 201915:00 CET (UTC+1) | Sotteau                                                          | 29:22(12:7) |                                                  | Stadion Króla Baudouina I (A2), Bruksela Widzów: 4000 Sędzia: Szota Tewzadze |

| 10 lutego 201912:45 CET (UTC+1) | Hiszpania                       | 16:14(7:14) | Rosja                                  | Estadio Nacional Complutense, Madryt Widzów: 5800 Sędzia: Joy Neville |
| 10 lutego 201912:45 CET (UTC+1) | Rabago 11 (pd 3K), Auzqui 5 (P) | 16:14(7:14) | Ostrouszko 10 (2P), Kusznariow 4 (2pd) | Estadio Nacional Complutense, Madryt Widzów: 5800 Sędzia: Joy Neville |
| 10 lutego 201912:45 CET (UTC+1) | Gadżijew                        | 16:14(7:14) |                                        | Estadio Nacional Complutense, Madryt Widzów: 5800 Sędzia: Joy Neville |

| 16 lutego 201914:00 MSK (UTC+3) | Rosja | 64:7(33:7) | Belgia                             | Stadion Centralny, Soczi Widzów: 3000 Sędzia: Cristian Șerban |
| 16 lutego 201914:00 MSK (UTC+3) | Kusznariow 12 (6pd), Dawydow 10 (2P), Gierasimow 10 (2P), Artiemjew 5 (P), Gadżijew 5 (P), Kononow 5 (P), Ostrouszko 5 (P), Poliwałow 5 (P), Wawilin 5 (P), Januszkin 2 (pd) | 64:7(33:7) | Montoisy 5 (P), De Moffarts 2 (pd) | Stadion Centralny, Soczi Widzów: 3000 Sędzia: Cristian Șerban |
| 16 lutego 201914:00 MSK (UTC+3) | Matwiejew · Ostrouszko | 64:7(33:7) | Sotteau                            | Stadion Centralny, Soczi Widzów: 3000 Sędzia: Cristian Șerban |

| 16 lutego 201913:00 EET (UTC+2) | Rumunia                                                                                            | 38:10(17:3) | Niemcy                              | Stadionul Municipal, Botoszany Sędzia: Nika Amaszukeli |
| 16 lutego 201913:00 EET (UTC+2) | Vlaicu 8 (4pd), Dumitru 5 (P), Melinte 5 (P), Plai 5 (P), Popa 5 (P), Surugiu 5 (P), Zaharia 5 (P) | 38:10(17:3) | Klewinghaus 5 (pd K), Nostadt 5 (P) | Stadionul Municipal, Botoszany Sędzia: Nika Amaszukeli |
| 16 lutego 201913:00 EET (UTC+2) | Haupt · Schösser                                                                                   | 38:10(17:3) |                                     | Stadionul Municipal, Botoszany Sędzia: Nika Amaszukeli |

| 17 lutego 201918:00 GET (UTC+4) | Gruzja                                                                                     | 24:10(12:5) | Hiszpania                   | Stadion Awczala, Tbilisi Widzów: 3000 Sędzia: Christophe Ridley |
| 17 lutego 201918:00 GET (UTC+4) | Czilaczawa 5 (P), Gigauri 5 (P), Kerdikoszwili 5 (P), Lobżanidze 5 (P), Abżandadze 4 (2pd) | 24:10(12:5) | Barnes 5 (P), O. Goia 5 (P) | Stadion Awczala, Tbilisi Widzów: 3000 Sędzia: Christophe Ridley |
| 17 lutego 201918:00 GET (UTC+4) | Barnes · J. Goia                                                                           | 24:10(12:5) |                             | Stadion Awczala, Tbilisi Widzów: 3000 Sędzia: Christophe Ridley |

| 2 marca 201916:00 CET (UTC+1) | Belgia             | 6:46(3:22) | Gruzja | Stadion Króla Baudouina I (A2), Bruksela Widzów: 2000 Sędzia: Ben Blain |
| 2 marca 201916:00 CET (UTC+1) | De Moffarts 6 (2K) | 6:46(3:22) | Cuckiridze 10 (2P), Dzneladze 5 (P), Gigaszwili 5 (P), Gogiczaszwili 5 (P), Midebadze 5 (P), Nemsadze 5 (P), Tchilaiszwili 5 (P), Apciauri 4 (2pd), Matiaszwili 2 (pd) | Stadion Króla Baudouina I (A2), Bruksela Widzów: 2000 Sędzia: Ben Blain |

| 2 marca 201915:00 CET (UTC+1) | Niemcy                                             | 18:26(6:12) | Rosja                                                                            | Fritz-Grunebaum-Sportpark, Heidelberg Widzów: 2100 Sędzia: Ludovic Cayre |
| 2 marca 201915:00 CET (UTC+1) | Hilsenbeck 8 (pd 2K), Coetzee 5 (P), Lammers 5 (P) | 18:26(6:12) | Kusznariew 6 (3pd), Dawydow 5 (P), Gadżijew 5 (P), Matwiejew 5 (P), Syczew 5 (P) | Fritz-Grunebaum-Sportpark, Heidelberg Widzów: 2100 Sędzia: Ludovic Cayre |

| 3 marca 201912:45 CET (UTC+1) | Hiszpania                                                    | 21:18(7:13) | Rumunia                                        | Estadio Nacional Complutense, Madryt Widzów: 6900 Sędzia: Adam Jones |
| 3 marca 201912:45 CET (UTC+1) | Linklater 6 (3pd), Barthère 5 (P), Giemno 5 (P), López 5 (P) | 21:18(7:13) | Vlaicu 8 (pd 2K), Dumitru 5 (P), Zaharia 5 (P) | Estadio Nacional Complutense, Madryt Widzów: 6900 Sędzia: Adam Jones |
| 3 marca 201912:45 CET (UTC+1) | Van Heerden · Surugiu                                        | 21:18(7:13) |                                                | Estadio Nacional Complutense, Madryt Widzów: 6900 Sędzia: Adam Jones |

| 9 marca 201914:00 EET (UTC+2) | Rumunia                                              | 22:20(16:5) | Rosja                                                         | Stadionul Municipal, Botoszany Widzów: 1200 Sędzia: Thomas Charabas |
| 9 marca 201914:00 EET (UTC+2) | Vlaicu 9 (3K), Melinte 6 (2K), karne przyłożenie – 7 | 22:20(16:5) | Artiemjew 5 (P), Gadżijew 5 (P), Sielski 5 (P), Wawilin 5 (P) | Stadionul Municipal, Botoszany Widzów: 1200 Sędzia: Thomas Charabas |
| 9 marca 201914:00 EET (UTC+2) | Dawydow · Sielski                                    | 22:20(16:5) |                                                               | Stadionul Municipal, Botoszany Widzów: 1200 Sędzia: Thomas Charabas |

| 10 marca 201916:00 GET (UTC+4) | Gruzja | 52:3(21:3) | Niemcy           | AIA Arena, Kutaisi Widzów: 6000 Sędzia: Keith Allen |
| 10 marca 201916:00 GET (UTC+4) | Modebadze 15 (3P), Aprasidze 10 (5pd), Chmaladze 5 (P), Lobżanidze 5 (P), Malaguradze 5 (P), Mamukaszwili 5 (P), Szarikadze 5 (P), Matiaszwili 2 (pd) | 52:3(21:3) | Hilsenbeck 3 (K) | AIA Arena, Kutaisi Widzów: 6000 Sędzia: Keith Allen |
| 10 marca 201916:00 GET (UTC+4) | Żwania | 52:3(21:3) | Nostadt          | AIA Arena, Kutaisi Widzów: 6000 Sędzia: Keith Allen |

| 10 marca 201912:45 CET (UTC+1) | Hiszpania | 47:9(26:9) | Belgia                 | Estadio Nacional Complutense, Madryt Widzów: 8100 Sędzia: Marius Mitrea |
| 10 marca 201912:45 CET (UTC+1) | Linklater 17 (P 6pd), Gimeno 5 (P), Guillaume 5 (P), J. Goia 5 (P), Jorba 5 (P), G. Rouet 5 (P), Walker-Fitton 5 (P) | 47:9(26:9) | De Moffarts 9 (3K)     | Estadio Nacional Complutense, Madryt Widzów: 8100 Sędzia: Marius Mitrea |
| 10 marca 201912:45 CET (UTC+1) | G. Rouet | 47:9(26:9) | Van Bost · Verschelden | Estadio Nacional Complutense, Madryt Widzów: 8100 Sędzia: Marius Mitrea |

| 17 marca 201915:00 MSK (UTC+3) | Rosja                             | 6:22(3:10) | Gruzja                                                                           | Stadion Kubań, Krasnodar Widzów: 5850 Sędzia: Tom Foley |
| 17 marca 201915:00 MSK (UTC+3) | Artiemjew 3 (K), Kusznariow 3 (K) | 6:22(3:10) | Malaguradze 7 (P pd), Cuckiridze 5 (P), Matiaszwili 3 (K), karne przyłożenie – 7 | Stadion Kubań, Krasnodar Widzów: 5850 Sędzia: Tom Foley |
| 17 marca 201915:00 MSK (UTC+3) | Siekisow                          | 6:22(3:10) |                                                                                  | Stadion Kubań, Krasnodar Widzów: 5850 Sędzia: Tom Foley |

| 17 marca 201913:00 CET (UTC+1) | Niemcy                           | 10:33(3:14) | Hiszpania                                                                                    | Sportpark Höhenberg, Kolonia Widzów: 2200 Sędzia: Andrea Piardi |
| 17 marca 201913:00 CET (UTC+1) | Honn 5 (P), Klewinghaus 5 (pd K) | 10:33(3:14) | Rabago 8 (4pd), García 5 (P), Guillaume 5 (P), Mora 5 (P), Norton 5 (P), Walker-Fitton 5 (P) | Sportpark Höhenberg, Kolonia Widzów: 2200 Sędzia: Andrea Piardi |

| 17 marca 201913:00 CET (UTC+1) | Belgia                                                        | 17:43(10:26) | Rumunia                                                                                           | Stadion Króla Baudouina I (A2), Bruksela Widzów: 3000 Sędzia: Craig Evans |
| 17 marca 201913:00 CET (UTC+1) | Decubber 5 (P), Dienst 5 (P), A. Williams 5 (P), Pinte 2 (pd) | 17:43(10:26) | Plai 16 (2pd 4K), Cojocaru 5 (P), Lazăr 5 (P), Nistor 5 (P), Zaharia 5 (P), karne przyłożenie – 7 | Stadion Króla Baudouina I (A2), Bruksela Widzów: 3000 Sędzia: Craig Evans |
| 17 marca 201913:00 CET (UTC+1) | Tchangué                                                      | 17:43(10:26) | Antonescu                                                                                         | Stadion Króla Baudouina I (A2), Bruksela Widzów: 3000 Sędzia: Craig Evans |